# 偃樱桃
偃樱桃（学名：Cerasus mugus）为蔷薇科樱属的植物，是中国的特有植物。分布于中国大陆的云南等地，生长于海拔3,200米至3,700米的地区，常生长在山坡林缘以及灌丛中，目前尚未由人工引种栽培。

## 别名
偃樱（经济植物手册）

## 异名
- Prunus mugus Hand. -Mazz.